# Сремска-Митровица (городское поселение)
Сремска-Митровица (серб. Град Сремска Митровица) — городское поселение в Сербии, входит в Сремский округ, автономного края Воеводина, находится в историко-географической области Срем.
На территории массива находится южные склоны восточной части гряды Фрушка-Гора, протекает река Сава; близ села Босут в Саву впадает река Босут.
Население городского поселения составляет 83 205 человек (2007 год), плотность населения составляет 109 чел./км². Занимаемая площадь — 762 км², из них 73,9 % используется в промышленных целях.
Административный центр городского поселения — город Сремска-Митровица. Городское поселение Сремска-Митровица состоит из 26 населённых пунктов, средняя площадь населённого пункта — 29,3 км².
Городское поселение Сремска-Митровица граничит с общинами Сербии:
- на западе — Шид,
- на северо-западе — Бачка-Паланка,
- на севере — Беочин,
- на северо-востоке — Ириг,
- на востоке — Рума,
- на юго-востоке — Шабац,
- на юге — Богатич.

На юго-западе, по реке Сава, граничит с общиной Биелина Республики Сербской Боснии и Герцеговины.

## Статистика населения
| Год  | Население, чел. |
| ---- | --------------- |
| 1991 | 84 560          |
| 2001 | 85 977          |
| 2002 | 85 963          |
| 2003 | 85 653          |
| 2004 | 85 205          |
| 2005 | 84 604          |
| 2006 | 83 939          |
| 2007 | 83 205          |

## Этническая структура
По переписи населения Сербии 2002 года основные этнические группы в общине:
- сербы — 87,3 %;
- хорваты — 3,0 %;
- югославы — 1,4 %;
- венгры — 0,9 %;
- русины — 0,8 %;
- цыгане — 0,7 %;
- украинцы — 0,7 %;
- другие — 5,2 %.

## Населённые пункты
На территории городского поселения расположены 26 населённых пунктов — город Сремска-Митровица, город Мачванска-Митровица, пригородный посёлок Лачарак и 23 села: Бешеновачки-Прнявор,
Бешеново, Босут, Велики-Радинци, Гргуревци, Дивош, Засавица I (Горня-Засавица), Засавица II  (Доня-Засавица), Ярак, Кузмин, Лежимир, Манджелос, Мартинци, Ночай, Равне, Раденкович, Салаш-Ночайски, Сремска-Рача, Стара-Бингула, Чалма, Шашинци, Шишатовац и Шулям.

## Образование
В 2003—2004 учебном году на территории общины было 39 основных и 6 средних школ, в то время (2003—2004 гг.), там обучался 7771 ученик в основных школах и 4721 ученик в средних.

## Достопримечательности
- Фрушка-Гора, в 1960 году здесь был создан одноимённый национальный парк площадью 22 тыс. га для охраны уникальных природных и культурных ландшафтов[5]. Фрушка-Гора — место расположения знаменитых Фрушкогорских монастырей.